# La Traite des Blanches (film, 1965)
Pour les articles homonymes, voir La Traite des Blanches.
Pour plus de détails, voir Fiche technique et Distribution.
La Traite des blanches est un film franco-italien réalisé par Georges Combret, sorti en 1965.

## Fiche technique
- Titre : La Traite des blanches
- Titre italien : S due S Base morte chiama Suniper
- Réalisation : Georges Combret
- Scénario et dialogues : Georges Combret et Pierre Maudru
- Photographie : Pierre Lebon
- Décors : Jean-Paul Coutan-Laboureur
- Montage : Louis Devaivre
- Musique : René Sylviano
- Sociétés de production : Pamec Cinematografica - Radius Productions
- Pays d'origine :  France -  Italie
- Durée : 89 minutes
- Dates de sortie :
  - France : 2 juin 1965[1]
  - Italie : 13 juin 1966 (Rome)[2]

## Distribution
- Magali Noël
- Reine Rohan
- Paul Guers
- Jean-Marc Tennberg
- Evelyne Boursotti
- Jean-Louis Tristan